# Aeroportul Dillon
Aeroportul Dillon (IATA: DLN, ICAO: KDLN, FAA LID: DLN) este un aeroport din Montana, Statele Unite ale Americii ce deservește zona Dillon⁠(d). Aeroportul a fost tranzitat în 2019 de 62 de pasageri. A fost numit după zona deservită.
Situat la o altitudine de 1.597 m, aeroportul dispune de 2 piste.

## Infrastructură

### Piste
Aeroportul dispune de 2 piste. Pista 17/35 are suprafața de asfalt și dimensiunile 6.501 picioare × 75 picioare. Pista 04/22 are suprafața de asfalt și dimensiunile 3.600 picioare × 60 picioare. 